# Llista de monuments de Quart de Poblet
Monuments de Quart de Poblet (Horta Sud) catalogats en l'Inventari General del Patrimoni Cultural Valencià com a béns d'interés cultural (BIC) i béns immobles de rellevància local (BRL), i en l'inventari sectorial de béns immobles d'etnologia (BIE).
| Monument                                                   | Prot.? | Estil/època | Localització                                                      | Coordenades                                          | Codi?         | Imatge |
| ---------------------------------------------------------- | ------ | ----------- | ----------------------------------------------------------------- | ---------------------------------------------------- | ------------- | --- |
| Cisterna àrab de Quart de Poblet                           | BIC    |             | Quart de Poblet Pl. Església                                      | 39° 29′ 01″ N, 0° 26′ 30″ O / 39.483483°N,0.441653°O | RI-51-0004506 | Cisterna àrab (Quart de Poblet) · Vegeu més fotos d'aquest monument · Carregueu una nova foto d'aquest monument                                 |
| Tram històric de la Séquia de Mislata                      | BIC    |             | Quart de Poblet                                                   | 39° 29′ 29″ N, 0° 27′ 02″ O / 39.491308°N,0.450564°O | RI-51-0011248 | Tram històric de la Séquia de Mislata (Quart de Poblet) · Vegeu més fotos d'aquest monument · Carregueu una nova foto d'aquest monument         |
| Església parroquial de la Puríssima Concepció              | BRL    |             | Quart de Poblet                                                   | 39° 29′ 02″ N, 0° 26′ 31″ O / 39.483751°N,0.441887°O | 46.14.102-001 | Església parroquial de la Puríssima Concepció (Quart de Poblet) · Vegeu més fotos d'aquest monument · Carregueu una nova foto d'aquest monument |
| Santuari de Sant Onofre                                    | BRL    | S.XVIII     | Quart de Poblet Av. Sant Onofre                                   | 39° 28′ 59″ N, 0° 27′ 04″ O / 39.483056°N,0.451136°O | 46.14.102-003 | Santuari de Sant Onofre (Quart de Poblet) · Vegeu més fotos d'aquest monument · Carregueu una nova foto d'aquest monument                       |
| Remolc de tramvia Ctfv-Saltuv 309                          | BIE    |             | Quart de Poblet Antics Tallers de Torrent                         | 39° 26′ 14″ N, 0° 27′ 18″ O / 39.4372°N,0.455°O      | 46.14.102-E3  | Carregueu una nova foto d'aquest monument |
| Dipòsit del carrer Ermita                                  | BIE    | XX (1940)   | Quart de Poblet C. Ermita, l'Ermita de Sant Onofre                |                                                      | 46.14.102-E4  | Dipòsit del carrer Ermita (Quart de Poblet) · Carregueu una nova foto d'aquest monument                                                         |
| Escorxador Municipal Vell                                  | BIE    | 1920        | Quart de Poblet C. Genaro Paadin, 19                              | 39° 28′ 57″ N, 0° 26′ 23″ O / 39.482373°N,0.439594°O | 46.14.102-E5  | Escorxador Municipal Vell (Quart de Poblet) · Vegeu més fotos d'aquest monument · Carregueu una nova foto d'aquest monument                     |
| Edifici de l'Associació Cultural i Recreativa              | BIE    |             | Quart de Poblet                                                   | 39° 28′ 57″ N, 0° 26′ 32″ O / 39.482547°N,0.442153°O | 46.14.102-E7  | Edifici de l'Associació Cultural i Recreativa (Quart de Poblet) · Vegeu més fotos d'aquest monument · Carregueu una nova foto d'aquest monument |
| Dipòsit de l'avinguda Trafalgar                            | BIE    | XIX (1850)  | Quart de Poblet Av. Trafalgar, Ermita de Sant Onofre              | 39° 29′ 01″ N, 0° 26′ 59″ O / 39.483523°N,0.449678°O | 46.14.102-E9  | Dipòsit de l'avinguda Trafalgar (Quart de Poblet) · Vegeu més fotos d'aquest monument · Carregueu una nova foto d'aquest monument               |
| Fàbrica de Ceràmiques Refracta                             | BIE    | 1940        | Quart de Poblet C. Marqués del Túria, 1                           | 39° 28′ 51″ N, 0° 26′ 35″ O / 39.480956°N,0.443169°O | 46.14.102-E10 | Fàbrica de Ceràmiques Refracta (Quart de Poblet) · Carregueu una nova foto d'aquest monument                                                    |
| Edifici de la Coput                                        | BIE    | 1930        | Quart de Poblet Av. Antic Regne de València                       | 39° 28′ 59″ N, 0° 26′ 12″ O / 39.483116°N,0.436544°O | 46.14.102-E11 | Edifici de la Coput (Quart de Poblet) · Vegeu més fotos d'aquest monument · Carregueu una nova foto d'aquest monument                           |
| Barri Juan Sebastian Elcano                                | BIE    | XX (1910)   | Quart de Poblet Av. Trafalgar, el Ràfol                           |                                                      | 46.14.102-E12 | Carregueu una nova foto d'aquest monument |
| Fumeral de l'antiga Fàbrica Turegano                       | BIE    | 1920        | Quart de Poblet Av. Antic Regne de València                       | 39° 28′ 59″ N, 0° 26′ 14″ O / 39.483176°N,0.437181°O | 46.14.102-E13 | Fumeral de l'antiga Fàbrica Turegano (Quart de Poblet) · Vegeu més fotos d'aquest monument · Carregueu una nova foto d'aquest monument          |
| Estació vella del Ferrocarril València-Llíria              | BIE    |             | Quart de Poblet                                                   | 39° 28′ 55″ N, 0° 26′ 35″ O / 39.481872°N,0.443084°O | 46.14.102-E14 | Estació vella del FC València-Llíria (Quart de Poblet) · Vegeu més fotos d'aquest monument · Carregueu una nova foto d'aquest monument          |
| Empresa Nacional Elcano                                    | BIE    | XX (1940)   | Quart de Poblet Av. de Madrid, Sant Onofre, entre Manises i Quart | 39° 29′ 04″ N, 0° 27′ 24″ O / 39.48452°N,0.45673°O   | 46.14.102-E20 | Empresa Nacional Elcano (Quart de Poblet) · Vegeu més fotos d'aquest monument · Carregueu una nova foto d'aquest monument                       |
| Empresa Nacional Elcano: cos d'oficines 01                 | BIE    |             | Quart de Poblet Av. de Madrid, Sant Onofre                        | 39° 29′ 00″ N, 0° 27′ 21″ O / 39.483246°N,0.455966°O | 46.14.102-E21 | Carregueu una nova foto d'aquest monument |
| Empresa Nacional Elcano: cos d'oficines 02                 | BIE    |             | Quart de Poblet Av. de Madrid, Sant Onofre                        |                                                      | 46.14.102-E22 | Empresa Nacional Elcano: cos d'oficines 02 (Quart de Poblet) · Carregueu una nova foto d'aquest monument                                        |
| Empresa Nacional Elcano: bassa de proves                   | BIE    |             | Quart de Poblet Av. de Madrid, Sant Onofre                        |                                                      | 46.14.102-E23 | Carregueu una nova foto d'aquest monument |
| Empresa Nacional Elcano: torre de refrigeració             | BIE    |             | Quart de Poblet Av. de Madrid, Sant Onofre                        | 39° 29′ 00″ N, 0° 27′ 20″ O / 39.48322°N,0.455618°O  | 46.14.102-E24 | Empresa Nacional Elcano: torre de refrigeració (Quart de Poblet) · Carregueu una nova foto d'aquest monument                                    |
| Empresa Nacional Elcano: residència per a visites oficials | BIE    |             | Quart de Poblet Av. de Madrid, Sant Onofre                        | 39° 28′ 58″ N, 0° 27′ 26″ O / 39.482754°N,0.457356°O | 46.14.102-E25 | Carregueu una nova foto d'aquest monument |
| Empresa Nacional Elcano: pavelló de serveis                | BIE    |             | Quart de Poblet Av. de Madrid, Sant Onofre                        |                                                      | 46.14.102-E26 | Carregueu una nova foto d'aquest monument |
| Empresa Nacional Elcano: conjunt de naus industrials 01    | BIE    |             | Quart de Poblet Av. de Madrid, Sant Onofre                        |                                                      | 46.14.102-E28 | Carregueu una nova foto d'aquest monument |
| Empresa Nacional Elcano: generador                         | BIE    |             | Quart de Poblet Av. de Madrid, Sant Onofre                        | 39° 29′ 07″ N, 0° 27′ 23″ O / 39.48537°N,0.456307°O  | 46.14.102-E29 | Empresa Nacional Elcano: generador (Quart de Poblet) · Carregueu una nova foto d'aquest monument                                                |
| Empresa Nacional Elcano: conjunt de naus industrials 02    | BIE    |             | Quart de Poblet Av. de Madrid, Sant Onofre                        |                                                      | 46.14.102-E30 | Empresa Nacional Elcano: conjunt de naus industrials 02 (Quart de Poblet) · Carregueu una nova foto d'aquest monument                           |
| Empresa Nacional Elcano: nau industrial 01                 | BIE    |             | Quart de Poblet Av. de Madrid, Sant Onofre                        |                                                      | 46.14.102-E31 | Carregueu una nova foto d'aquest monument |
| Empresa Nacional Elcano: nau industrial 02                 | BIE    |             | Quart de Poblet Av. de Madrid, Sant Onofre                        |                                                      | 46.14.102-E32 | Carregueu una nova foto d'aquest monument |
| Empresa Nacional Elcano: conjunt de naus industrials 03    | BIE    |             | Quart de Poblet Av. de Madrid, Sant Onofre                        |                                                      | 46.14.102-E33 | Carregueu una nova foto d'aquest monument |
| Empresa Nacional Elcano: tanca del recinte                 | BIE    |             | Quart de Poblet Av. de Madrid, Sant Onofre                        |                                                      | 46.14.102-E34 | Empresa Nacional Elcano: tanca del recinte (Quart de Poblet) · Carregueu una nova foto d'aquest monument                                        |
| Empresa Nacional Elcano: infermeria                        | BIE    |             | Quart de Poblet Av. de Madrid, Sant Onofre                        | 39° 29′ 00″ N, 0° 27′ 19″ O / 39.483285°N,0.455267°O | 46.14.102-E35 | Carregueu una nova foto d'aquest monument |
| Empresa Nacional Elcano: nau industrial 03                 | BIE    |             | Quart de Poblet Av. de Madrid, Sant Onofre                        | 39° 29′ 04″ N, 0° 27′ 28″ O / 39.484421°N,0.457783°O | 46.14.102-E36 | Carregueu una nova foto d'aquest monument |
| Séquia Mare de Mislata                                     | BIE    |             | Quart de Poblet                                                   |                                                      | 46.14.102-E37 | Carregueu una nova foto d'aquest monument |